# Nacaduba sericina
Nacaduba sericina är en fjärilsart som beskrevs av Hans Fruhstorfer 1916. Nacaduba sericina ingår i släktet Nacaduba och familjen juvelvingar. Inga underarter finns listade i Catalogue of Life.

## Bildgalleri

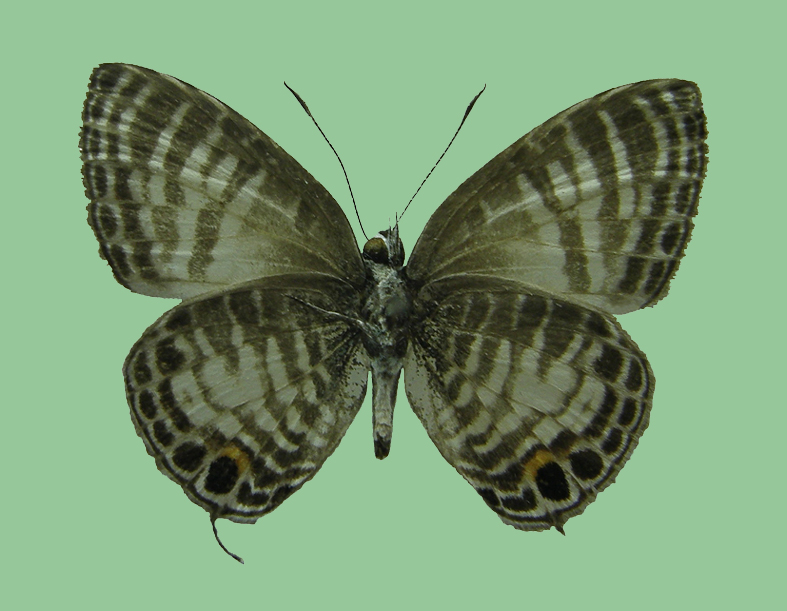
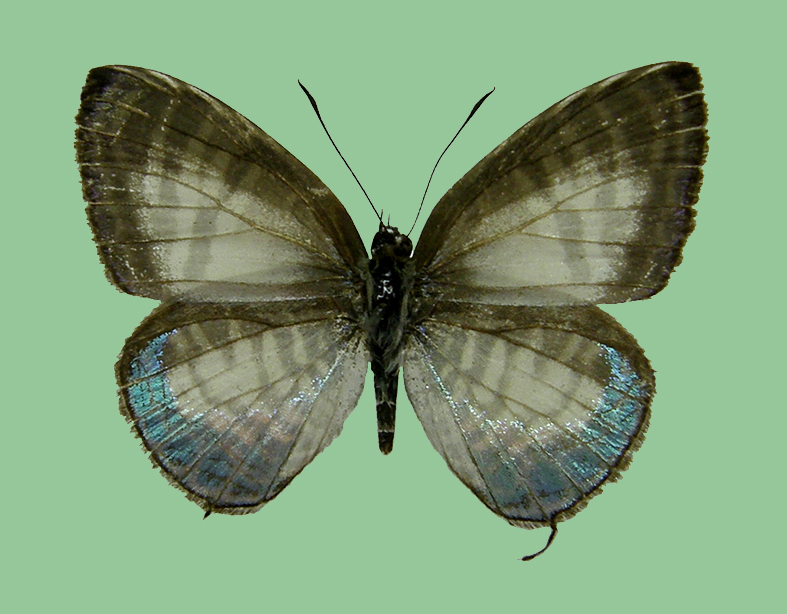
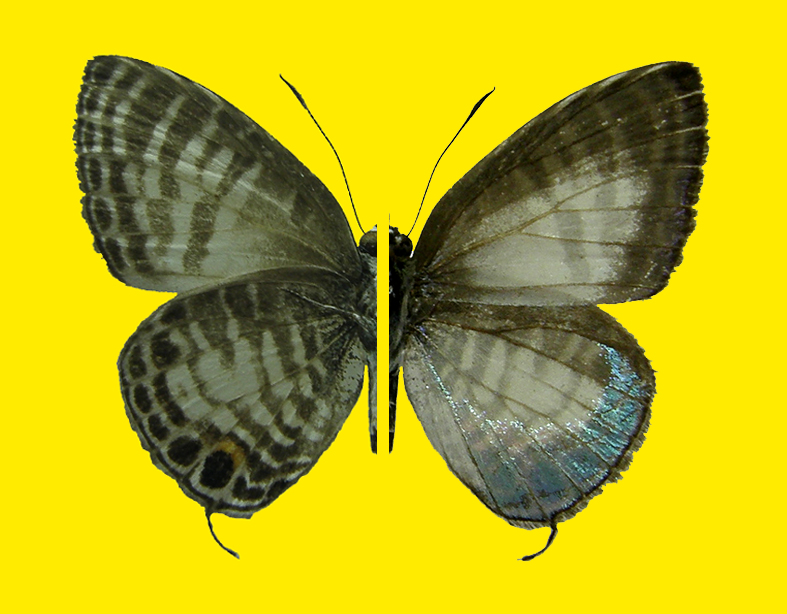
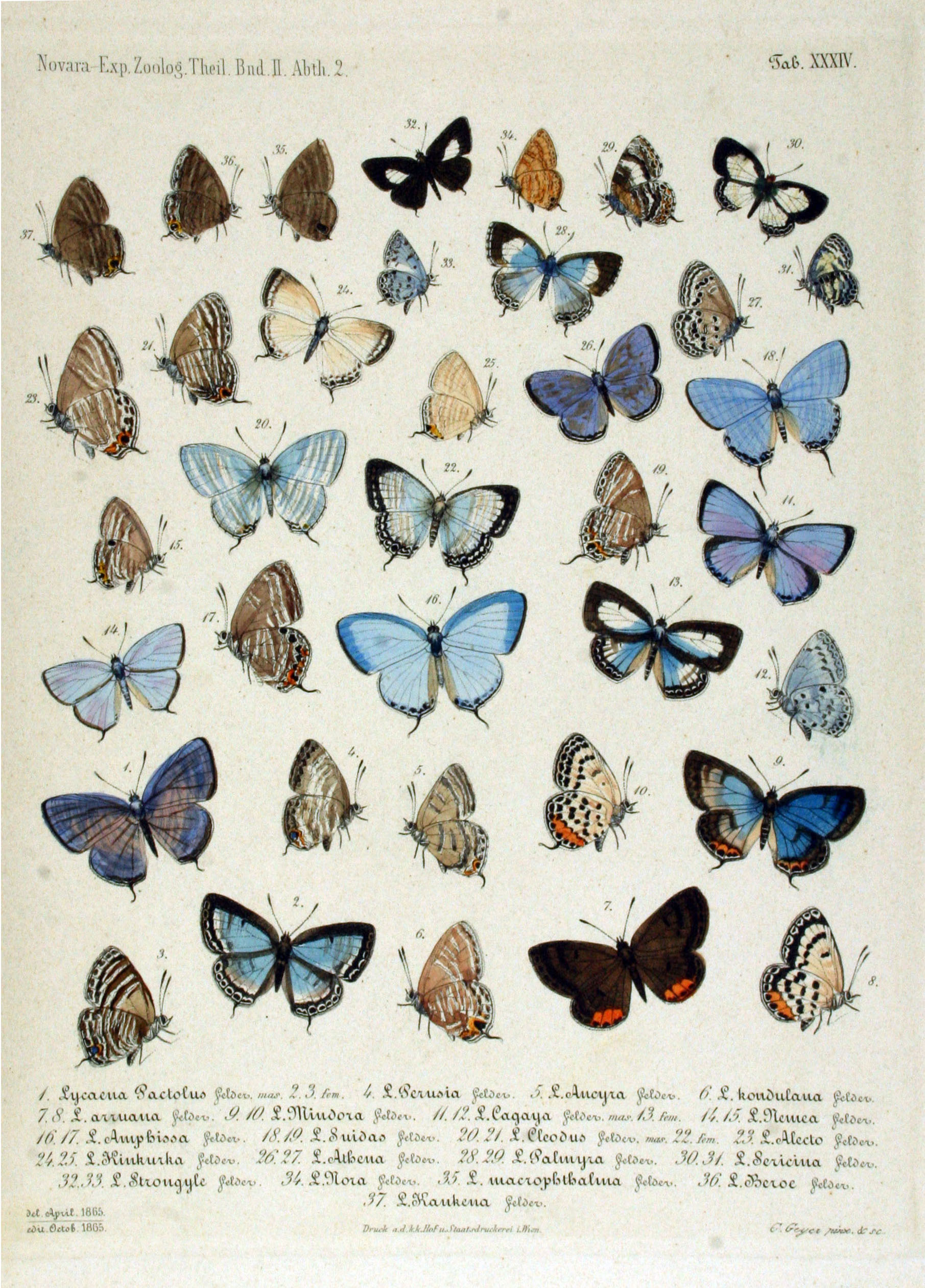